# جادا د لائورنتیس
جادا پاملا دِ لائورنتیس (ایتالیایی: Giada Pamela De Laurentiis؛ ‏ تلفظ ایتالیایی: [ˈdʒa:da paˈmɛ:la de lauˈrɛnti.is]؛ ‏ زادهٔ ۲۲ اوت ۱۹۷۰) آشپز، نویسنده، روزنامه‌نگار، بازیگر و مجری تلویزیون اهل ایتالیا و ایالات متحده آمریکا است.
وی مجری برنامهٔ امروز در شبکهٔ ان‌بی‌سی و برنامهٔ «جادا در خانه» در شبکهٔ فود نت‌ورک و بنیان‌گذار «جی‌دی‌ال فودز»است.
او دانش‌آموختهٔ رشتهٔ انسان‌شناسی اجتماعی در دانشگاه کالیفرنیا، لس آنجلس است.